# 新蚜虫疠霉
新蚜虫疠霉（学名：Pandora neoaphidis）是属于虫霉目虫霉科虫疠霉属的一种虫生真菌，专性寄生在各种蚜虫上。该种分布于全世界各地。这是最常见、最重要的蚜虫专化性病原物，会引起各种作物蚜虫的流行病，甚至可以使得植株上的蚜虫密度减为零，因此在多种蚜虫自然控制中发挥关键作用。